# Albești, Constanța
Albeşti (/al.'beʃtʲ/, có nghĩa là làng trắng trong tiếng Romana) là một xã ở hạt Constanţa, România.
Xã này có 5 làng:
- Albeşti (tên lịch sử: tiếng Thổ Nhĩ Kỳ: Akbaş và Sarighiol)
- Arsa
- Coroana (tên lịch sử: Cadichioi, tiếng Thổ Nhĩ Kỳ: Kadıköy)
- Cotu Văii (tên lịch sử: Ciragi, tiếng Thổ Nhĩ Kỳ: Kiracı)
- Vârtop